# Жагуапитан
Жагуапитан (порт. Jaguapitã) — муниципалитет в Бразилии, входит в штат Парана. Составная часть мезорегиона Северо-центральная часть штата Парана. Входит в экономико-статистический микрорегион Асторга. Население составляет 11 168 человек на 2006 год. Занимает площадь 475,004 км². Плотность населения — 23,5 чел./км².

## История
Город основан 7 ноября 1947 года.

## Статистика
- Валовой внутренний продукт на 2003 год составляет 127 601 272,00 реалов (данные: Бразильский институт географии и статистики).
- Валовой внутренний продукт на душу населения на 2003 год составляет 11 537,19 реалов (данные: Бразильский институт географии и статистики).
- Индекс развития человеческого потенциала на 2000 год составляет 0,761 (данные: Программа развития ООН).

## География
Климат местности: субтропический. В соответствии с классификацией Кёппена, климат относится к категории Cfb.